# Автомобильная промышленность Республики Корея

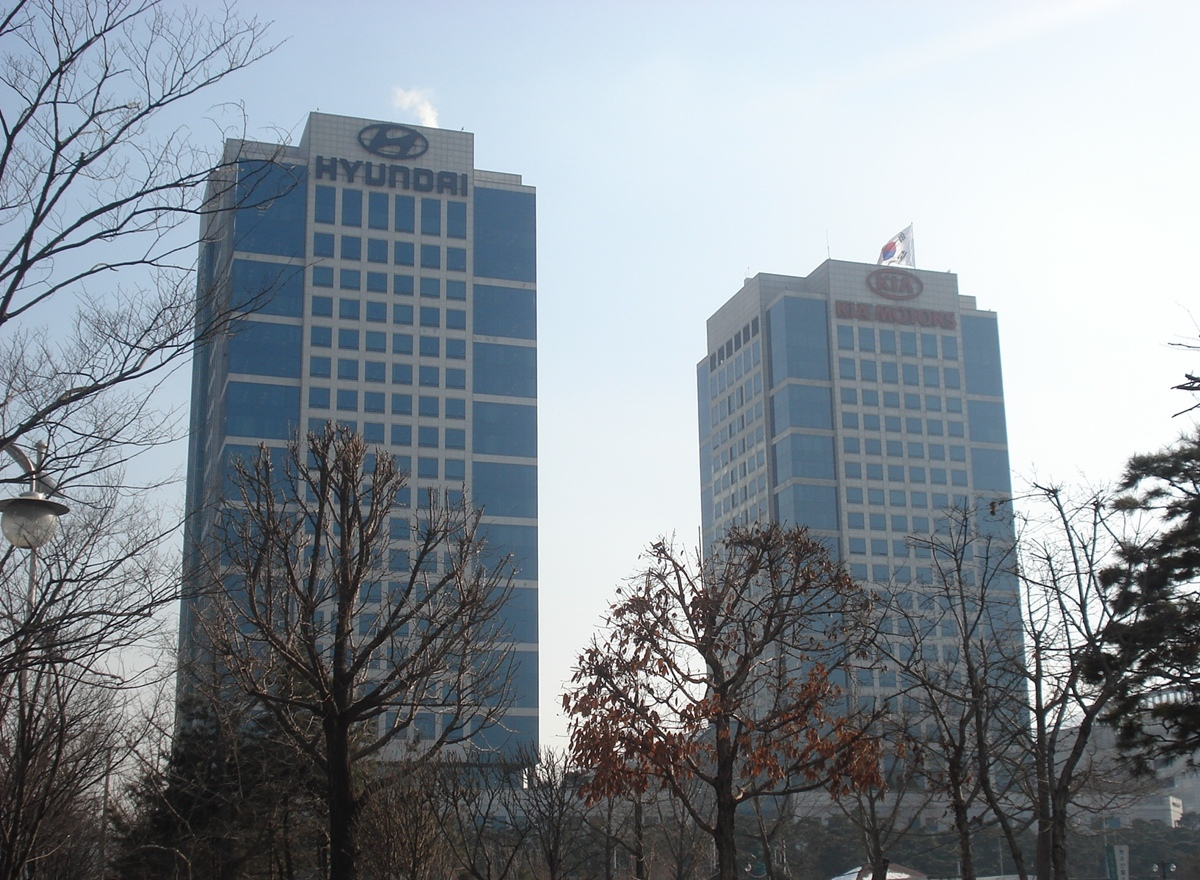
Штаб-квартира Hyundai Motor Group (Hyundai и KIA)

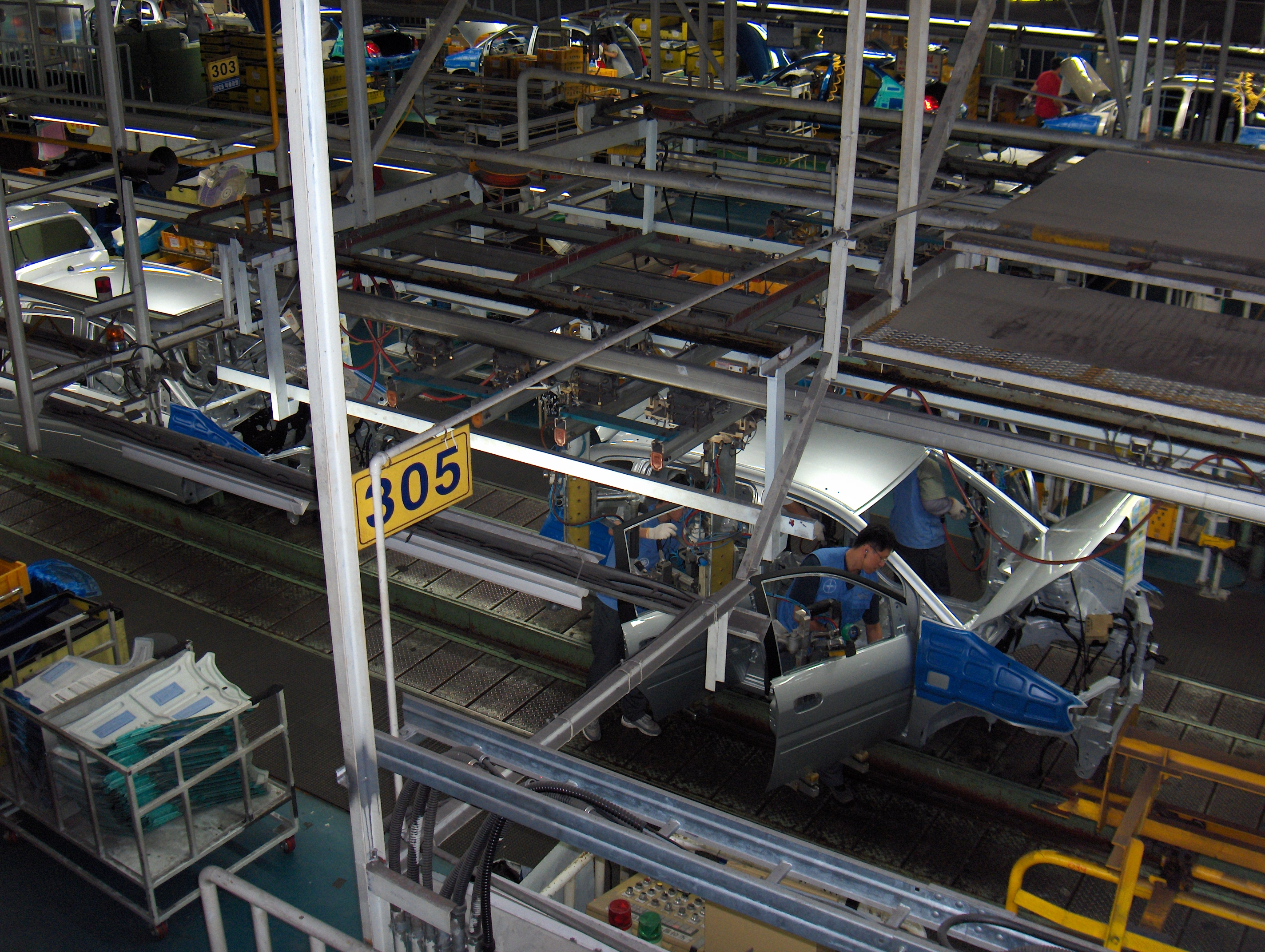
Сборочная линия на автомобильном заводе Hyundai Motor Company в Ульсане, Южная Корея

Автомобильная промышленность Республики Корея — отрасль экономики Республики Корея.
Автомобильная промышленность в Республике Корея является пятой по величине в мире.
В то время как её первые операции были просто сбором из деталей, которые импортировались иностранными компаниями, Южная Корея сегодня является одной из наиболее передовых стран по производству автомобилей в мире. Годовой объём внутреннего производства впервые превысил один миллион единиц в 1988 году. В 1990-х годах промышленность производила целый ряд моделей, демонстрируя не только свои возможности с точки зрения дизайна, продуктивности и технологии, но и показывая значительное развитие в целом.

## История

### Ранние автомобили
Первый автомобиль появился в Корее в 1903 году — это был Rolls-Royce, принадлежавший королю Коджону. Однако до 1945 года (до освобождения от японской оккупации) автомобиль в Корее так и оставался роскошью и редкостью: в стране насчитывалось всего 7 200 легковых машин.

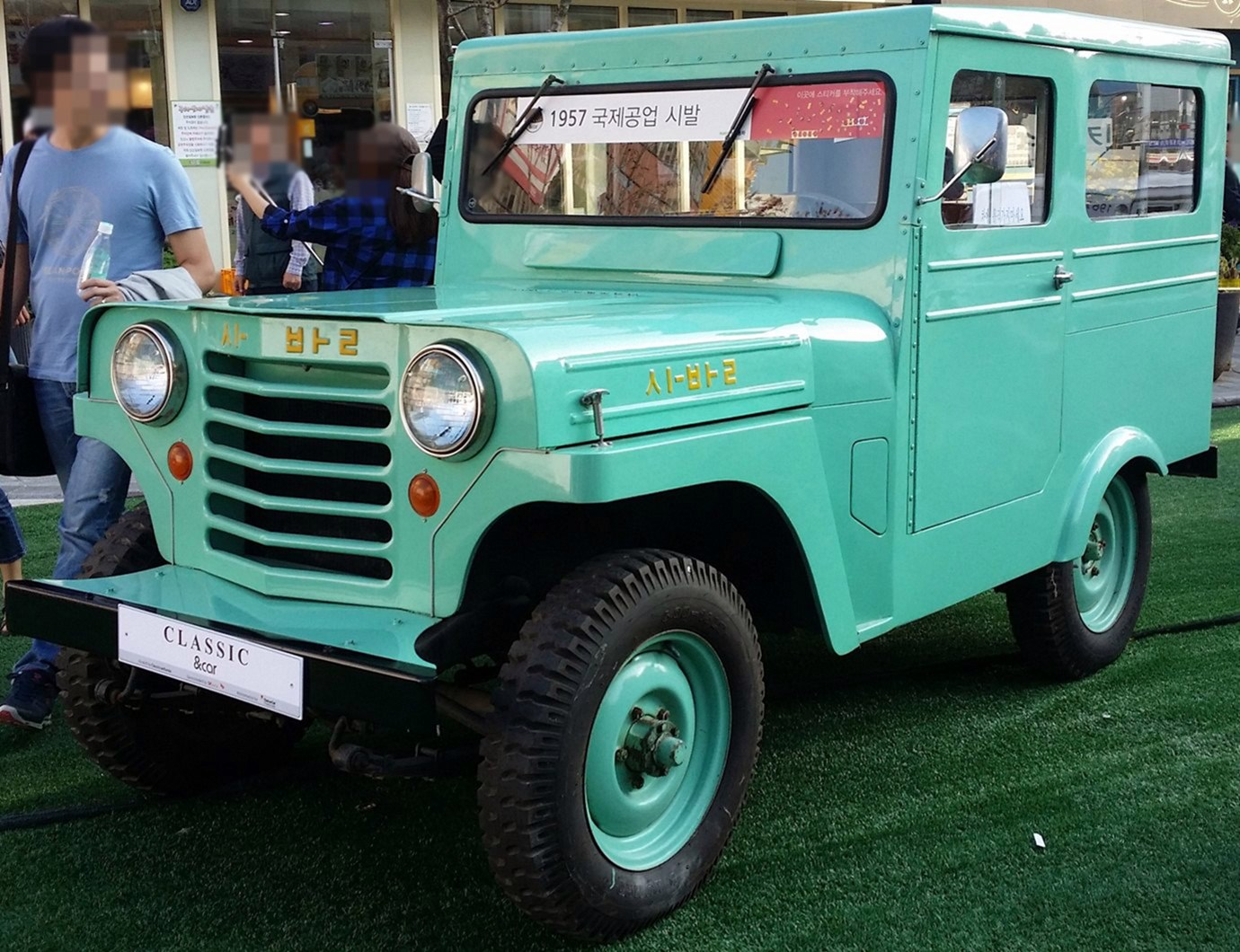
Gukje Shibal (1955—1963)

Первый корейский автомобиль, теперь являющийся одним из экспонатов Музея независимости, под названием Sibal (Старт) был собран из деталей списанных американских машин в кустарной мастерской на окраине Сеула. В этой же мастерской были сделаны ещё 3 000 автомобилей. Здесь производился и ремонт этих автомобилей, как кузовной ремонт, так и другие работы. Позднее открылись производства по сборке машин из деталей американских и итальянских фирм — завозились запчасти Chevrolet, из которых собирались готовые автомобили. Но их качество было низким, а количество не могло покрыть потребности населения республики.
Развитие автомобильной промышленности страны происходило в четыре этапа:
- В период с 1962 по 1973 годы автомобили собирались из импортных комплектующих;
- С 1974 года началось становление собственной автомобильной промышленности;
- В 1983 году Республика Корея начала экспорт машин и наращивала массовое производство;
- Последний этап начинается с 1998 года, можно назвать этапом глобализации.

### Первый этап (с 1962 по 1973 годы)

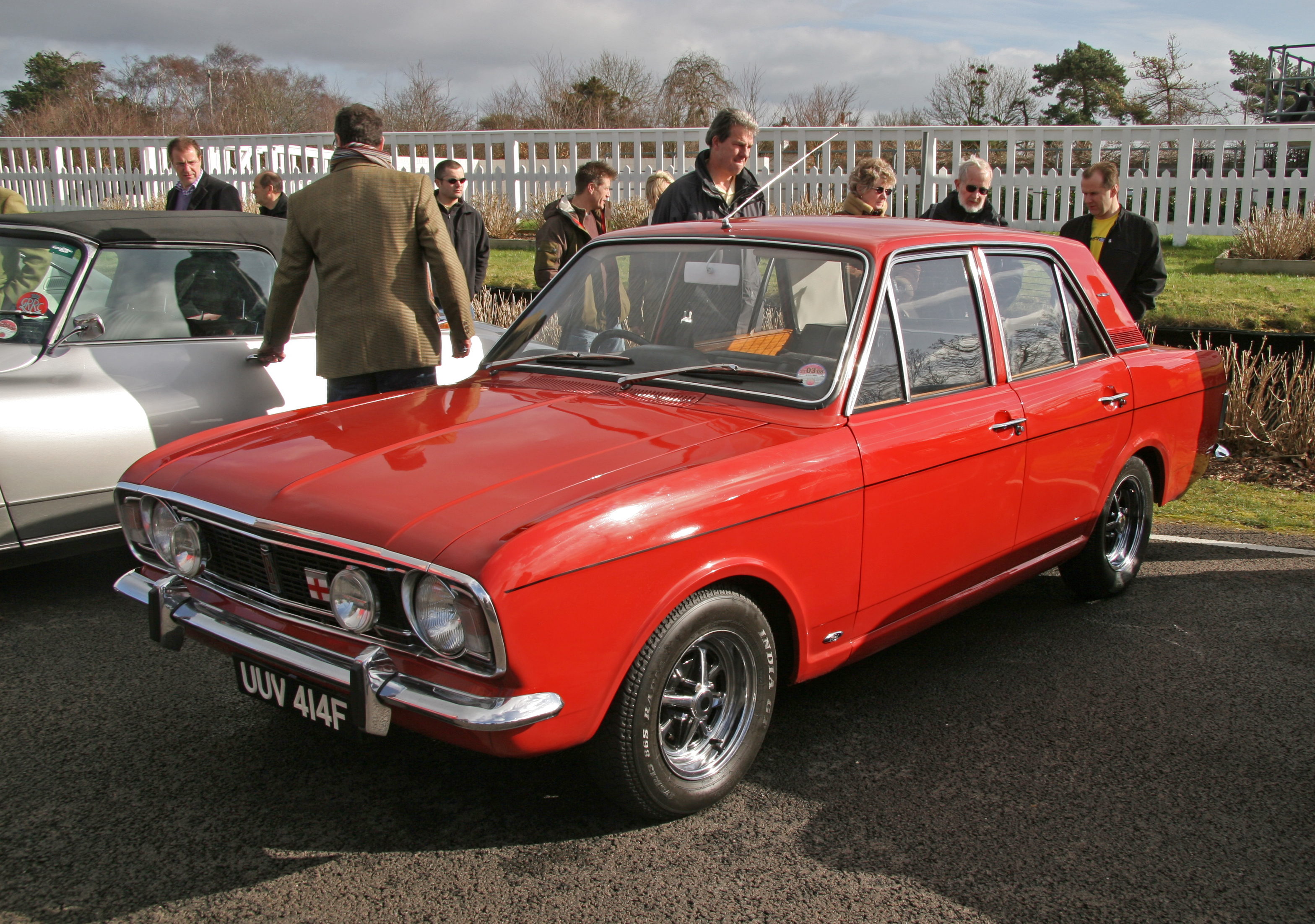
Hyundai Ford Cortina (1966–1970)

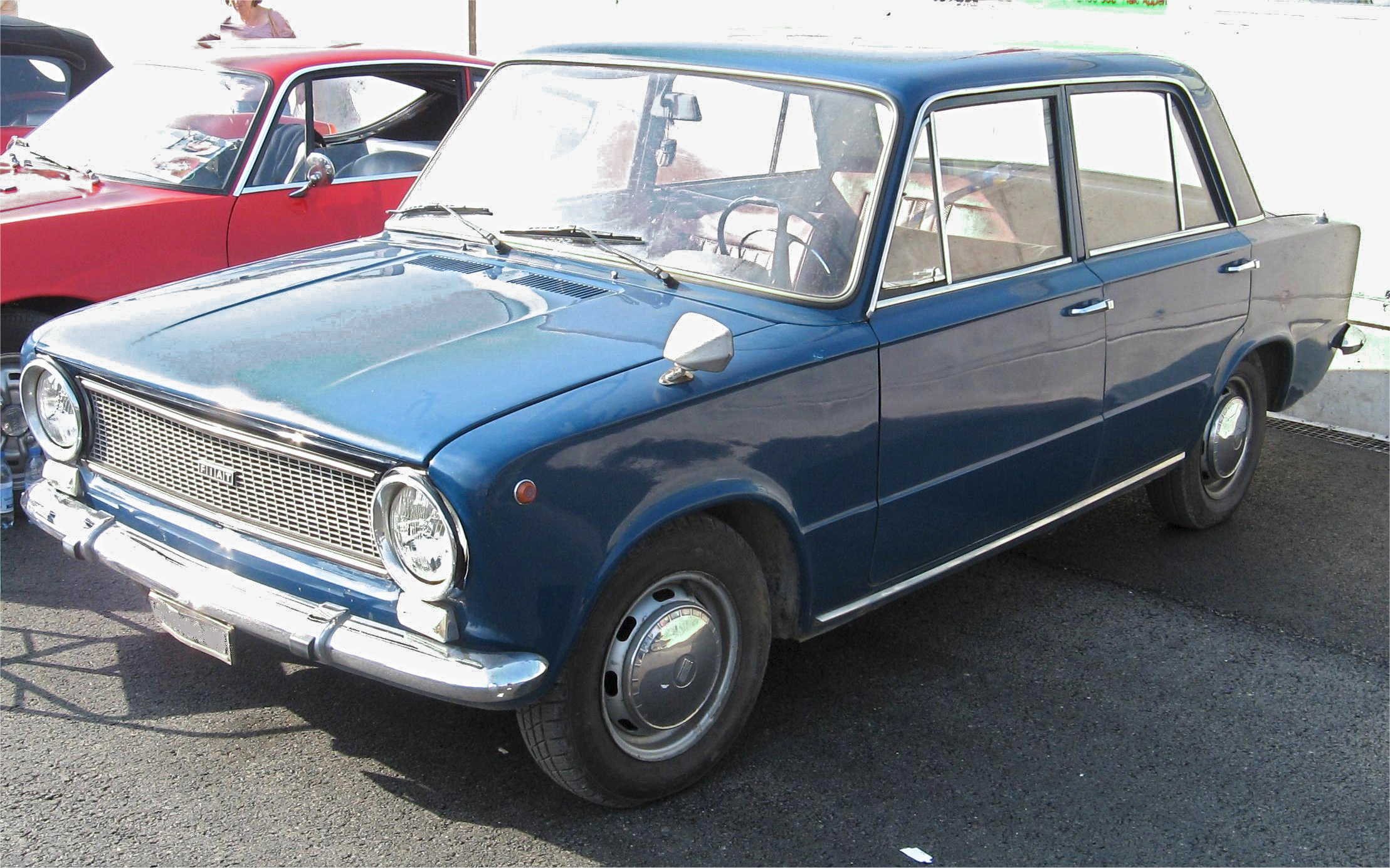
Fiat-KIA 124 (1970–1975)

В 1960 году Shinjin Automobiles (новое начало) запустила Shinjin Publica в рамках соглашения о техническом лицензировании с Toyota. С целью развития автомобильной промышленности правительство Республики Корея объявило "Политику содействия автомобильной промышленности" в 1962 году, а также закон о защите автомобильной промышленности. Иностранные автопроизводители были отстранены от работы в Корее, за исключением совместных предприятий с местными бизнес-структурами. Усилия правительства способствовали привлечению компаний, которые были созданы в других сферах бизнеса, и созданию новых стартапов. Три компании были созданы в 1962 году: Kyeongseong Precision Industry, которая сменила своё название на "Kia Industry", и начала сборку автомобилей в сотрудничестве с Mazda в 1964 году; Ha Dong-Hwan Automobile Industry Co. (предшественник SsangYong Motor Company); и Saenara Automobile, созданная при техническом содействии компании Nissan Motor Co.; это был первый автопроизводитель в Корее, который был оснащен современным сборочным оборудованием. Asia Motors Company была основана в 1965 году, и Hyundai Motor Company в 1968 году с техническим сотрудничеством с Ford Motor Company. При этом все эти компании были тогда только сборщиками автомобилей, импортирующими детали от зарубежных партнёров.

### Второй этап (с 1974 по 1983 годы)
Настоящее развитие производства автомобилей началось после прямого вмешательства власти в 1974 году. В те годы правительственная стратегия основывалась на развитии экспорта и максимальной концентрации капитала. Руководство государства давало отдельным компаниям значительные преференции, но за такие привилегии те обязаны были исполнять любые «рекомендации» правительства. На роль фирм, которые должны были перерасти в автомобильные гиганты, были выбраны 4 компании: Shinju, Asia Motors, Hyundai Motors и Kia. Через время на базе Shinju холдингом Daewoo и компанией Gel Motors было организовано совместное предприятие, которое переформировалось в Daewoo Motors, а Asia Motors слилась с Kia. Все эти «избранные» компании получили политическую поддержку и доступ к льготным кредитам. За это они должны были выполнять поставленные задачи по увеличению производства до 50 000 машин в год на каждой фирме и увеличение доли отечественных комплектующих. Так до 1980 года комплектующие, из которых собирались южнокорейские автомобили, будь то запчасти Daewoo или запчасти к какому-либо другому автомобилю должны были составлять не менее 91% всех запчастей.
Правительство, поставив задачу превращения Кореи в экспортёра автомобилей, всячески помогало отечественным производителям. Например, был введён настолько высокий тариф на ввоз иномарок, что это стало абсолютно невыгодним. А в 1975 году было введено правило, согласно с которым ввезти иностранные комплектующие можно было только после предоставления доказательств того, что аналогичную деталь невозможно произвести в Корее. Этот протекционизм принёс свои плоды, например, запчасти Кіа до 1980 года уже на 95% производились местными заводами. Задача по выпуску машин также была выполнена: в 1979 году в Южной Корее было произведено 204 000 машин. Однако большинство корейских автомобилей в те годы были всего лишь копиями европейских, американских и японских разработок.

### Третий этап (с 1983 по 1998 годы)
Настоящий прорыв произошёл тогда, когда Hyundai с малолитражкой Excel вышел на американский автомобильный рынок, который был наиболее конкурентным в мире. Excel нельзя было назвать шедевром, но и предназначалась она для тех, кого интересовало приемлемое сочетание цена-качество. Покупателей интересовало то, что как сам автомобиль, так и запчасти Hyundai имели низкую для США цену при сравнительно высоком качестве. Секрет успеха корейских автомобилей и в дальнейшем строился на ориентации на массовый спрос.
С семидесятых годов XX века до азиатского кризиса 1997 года корейский автопром безраздельно был захвачен тремя крупнейшими компаниями: Kia Motors, Daewoo Motors и Hyundai Motors. В 1992 году General Motors выкупил у Daewoo 50% акций, принадлежавших им и стал единственным собственником Daewoo Motors.

### Четвёртый этап (с 1998 года)

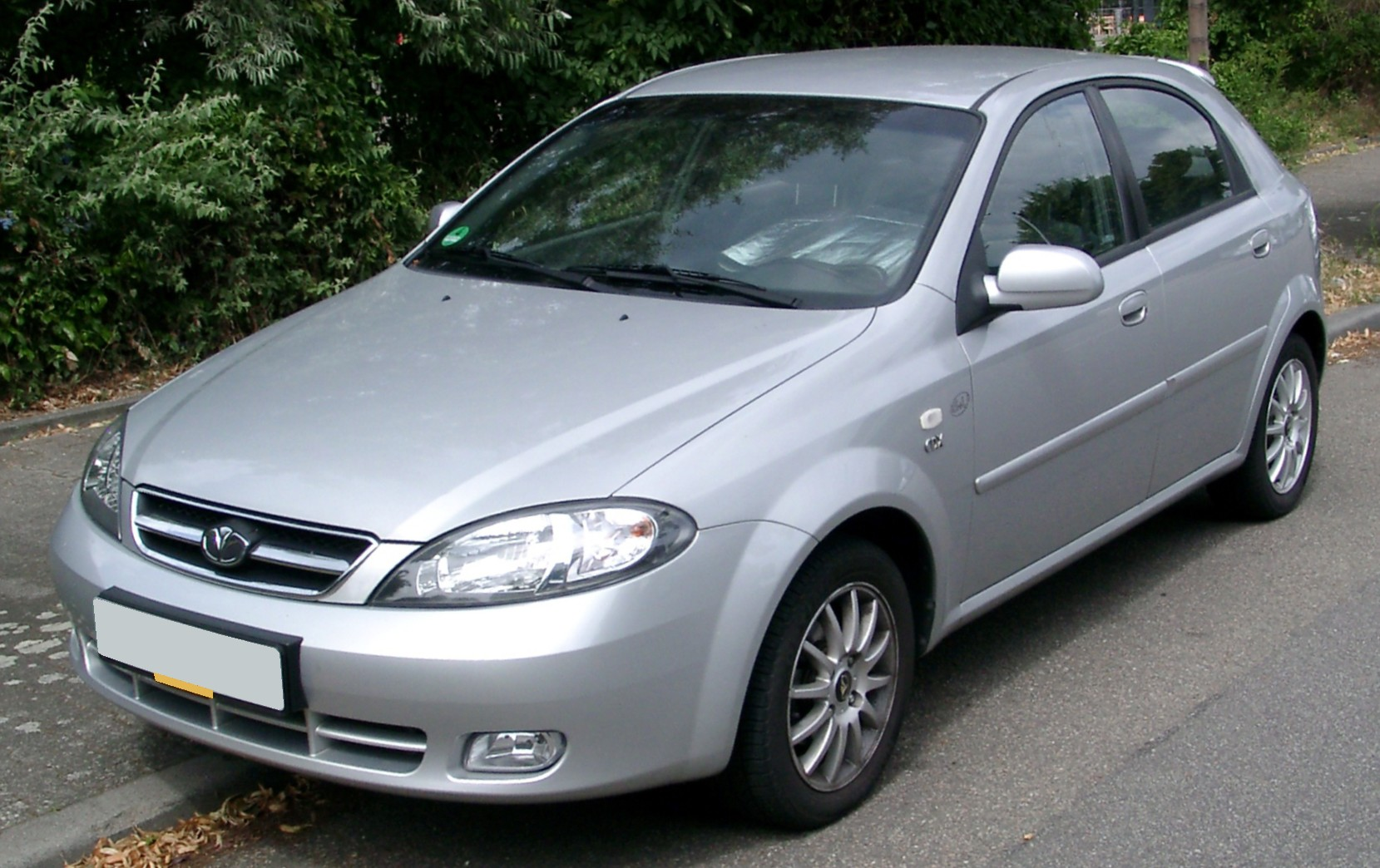
Daewoo Lacetti (2008–2011)

Внутриполитические изменения 1988 года коснулись стратегии развития автомобильных гигантов. После того, как в Южной Корее военные ушли из власти, в стране начался рост зарплат, что поставило под угрозу главное конкурентное преимущество — наличие дешевой и при этом квалифицированной рабочей силы. Началась инвестиционная кампания по созданию совместных производств за рубежом. В основном, такие производства открывались в развивающихся странах: России, Польши, Румынии, Украины, Узбекистане. Одновременно с этим корейские автогиганты начали открывать собственные представительства по продаже и ремонту автомобилей по всему миру. И теперь диагностика автомобиля корейского производства или какие-либо ремонтные работы могут быть выполнены на фирменных станциях технического обслуживания в любой точке мира.
В 1997 году азиатский кризис нанёс серьёзный удар по корейской автопромышленности. Kia, до этого постоянно пребывавшая в «большой тройке», заявила о своём банкротстве. Следом за ней с подобными же трудностями столкнулись практически все автомобилестроители, за исключением лишь Hyundai. Такая ситуация возникла из-за долгов по кредитам, взятых в более благополучное время. Обанкротившаяся Kia была выкуплена Hyundai Motors, которая отделилась от холдинга Hyundai в самостоятельную компанию.
Драматичнее всего ситуация сложилась для Daewoo Motors. В 1999 году холдинг Daewoo был объявлен банкротом и более двух лет подряд Республика Корея не могла найти покупателя на автомобилестроительный отдел концерна, пока в 2002 году он не перешёл во владение General Motors. На месте прогоревшей фирмы была организована новая — GM Daewoo Auto & Technology Co., которая не только продолжила выпуск прежних, обычных для этой марки, моделей, но также перенесла на него мощности, которые находятся как в Корее, так и в других странах, производство автомобилей Chevrolet. На данный момент большинство машин этой марки производятся на заводах, собственником которых является южнокорейская компания.

## Производители

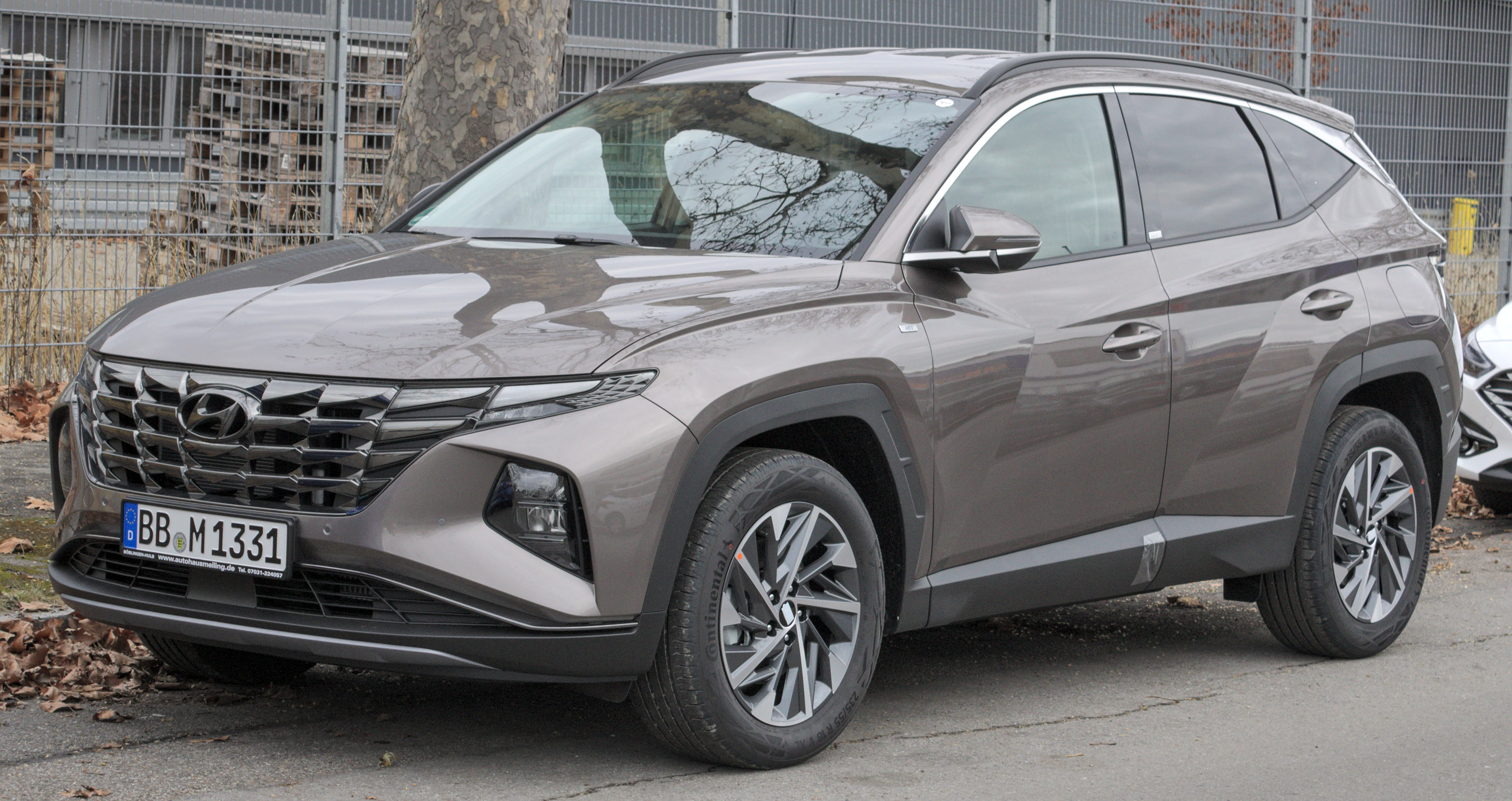
Hyundai Tucson

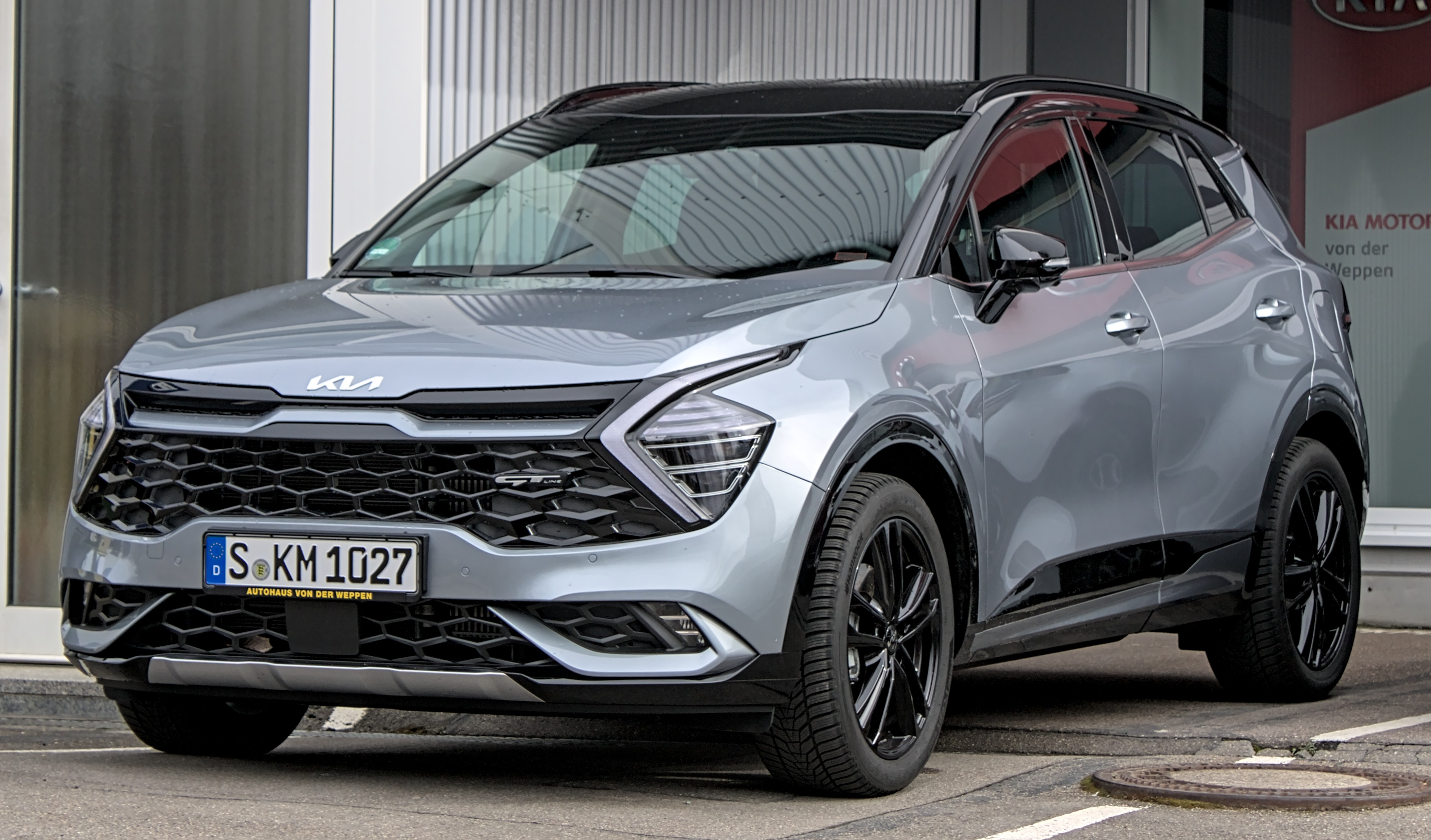
Kia Sportage

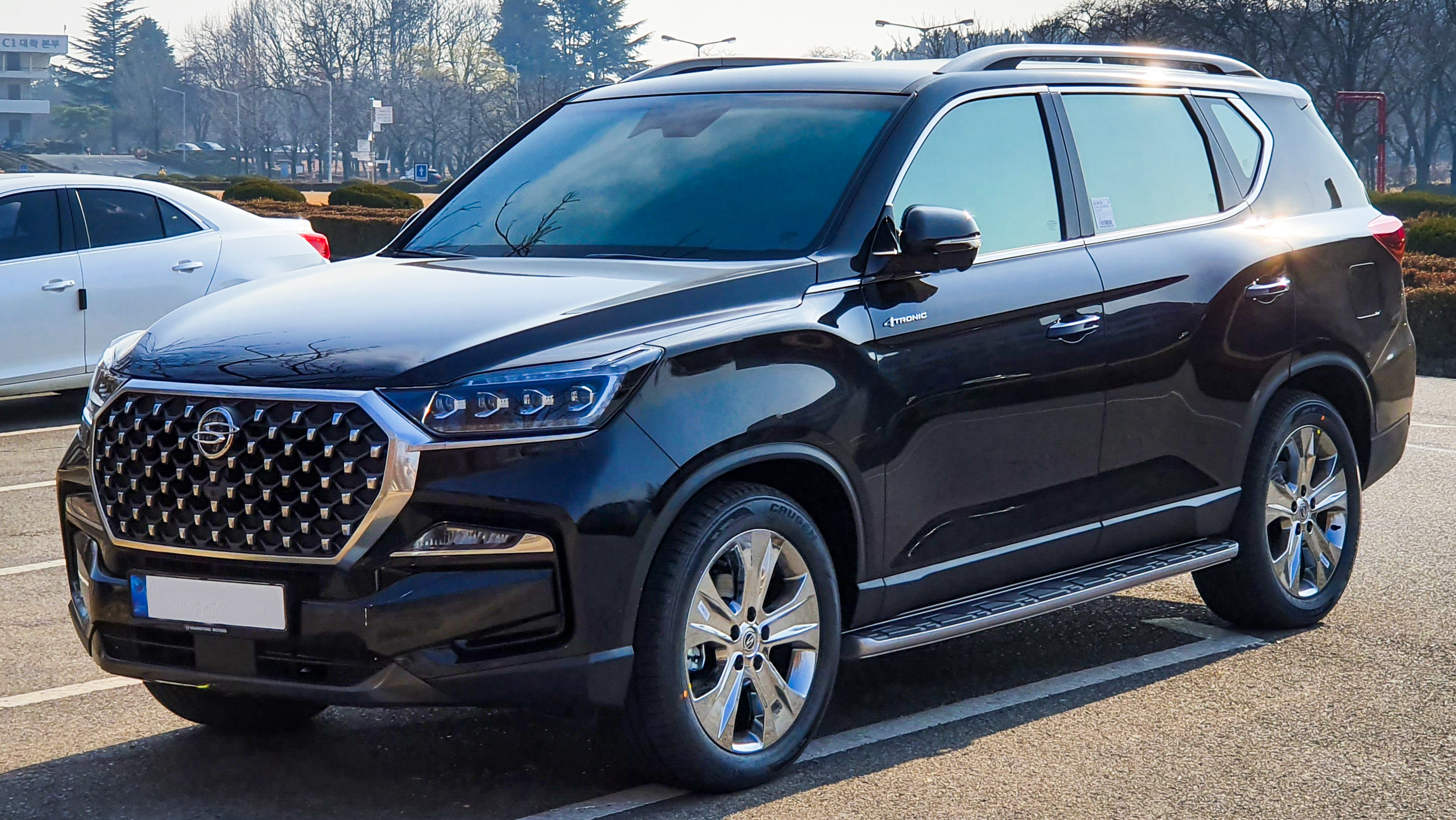
KG Mobility Rexton

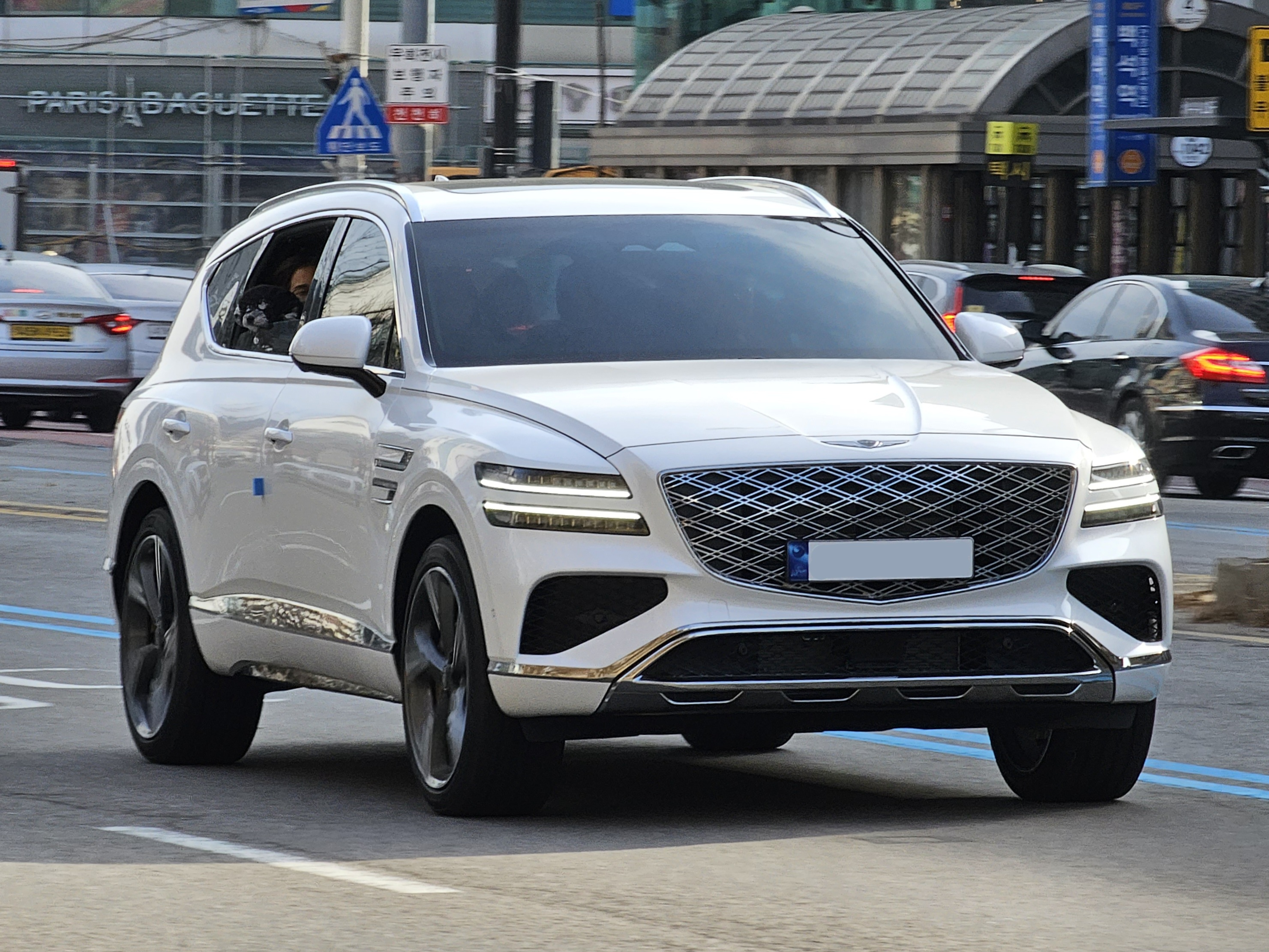
Genesis GV80

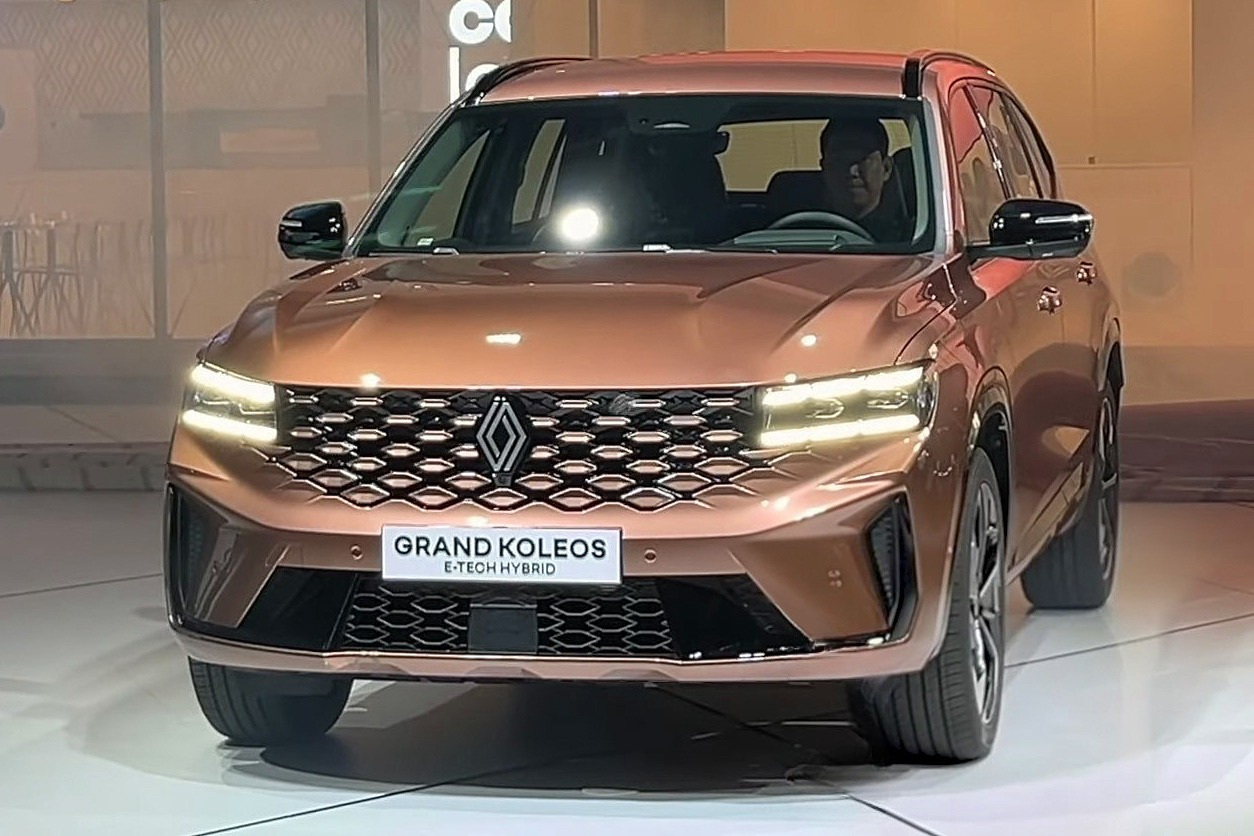
Renault Grand Koleos

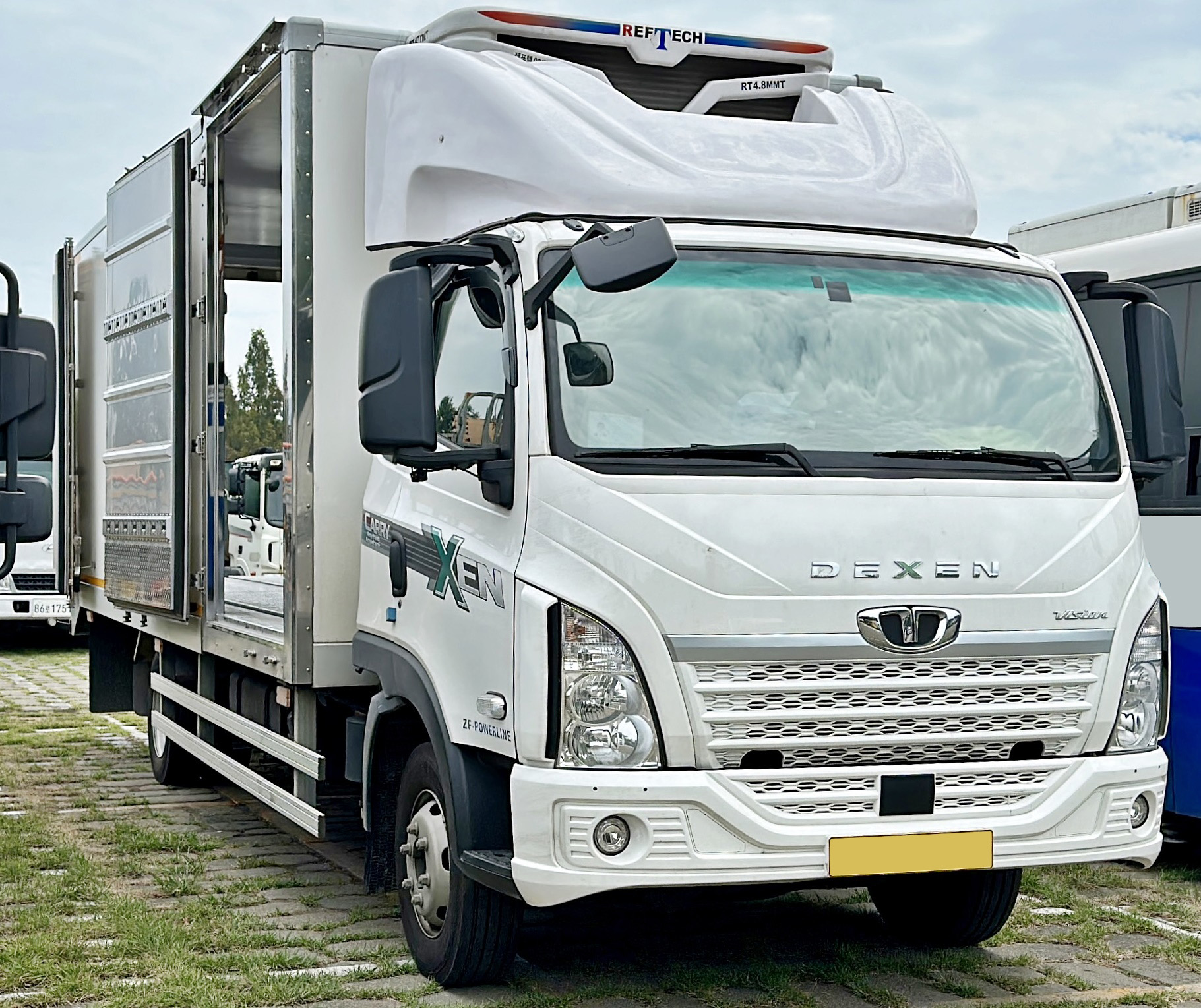
Tata Daewoo Dexen

### Действующие
Большие:
- DL Group[англ.]
  - DNA Motors[англ.] (мотоциклы)
- Daewoo Bus (автобусы)
- Doosan Group (строительная техника)
- GM Korea[англ.]
  - Alpheon
- Hyundai Motor Group
  - Genesis Motors
  - Hyundai Motor Company
  - Hyundai Mobis
  - Hyundai Rotem
  - Kia Motors
    - Kia Defense
- KG Group
  - KG Mobility
    - KGM Commercial (коммерческие автомобили и автобусы)
- KR Motors[англ.] (мотоциклы)
- Renault Korea
- Tata Daewoo (коммерческие автомобили)

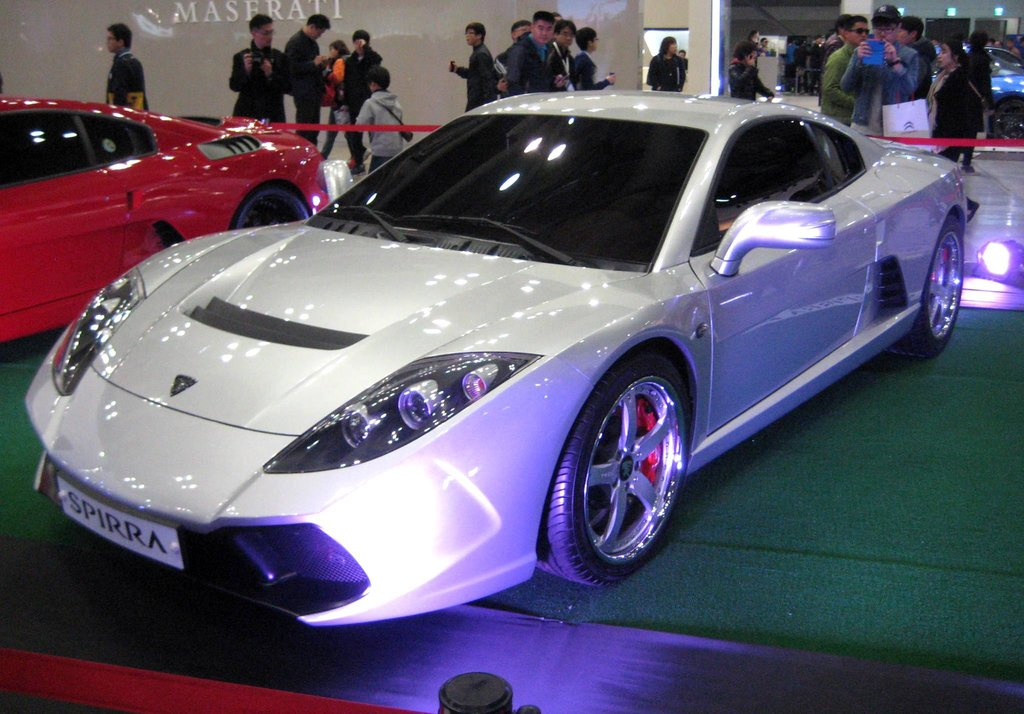
Oullim Spirra

Малые:
- CT&T United[англ.]
- Oullim Motors

### Недействующие
- Asia Motors
- Daewoo Motors
- Saehan Motors[англ.]

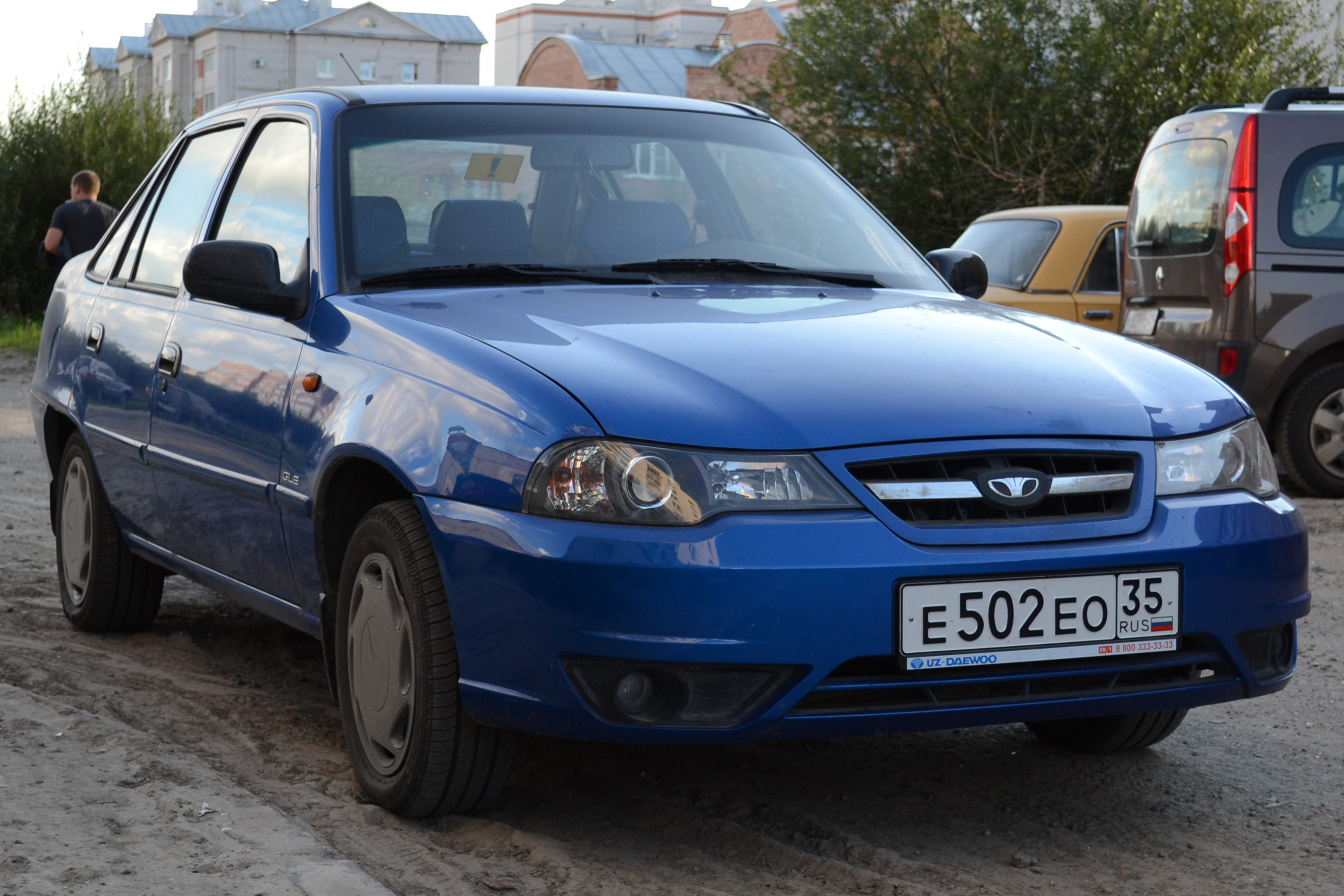
Daewoo Nexia

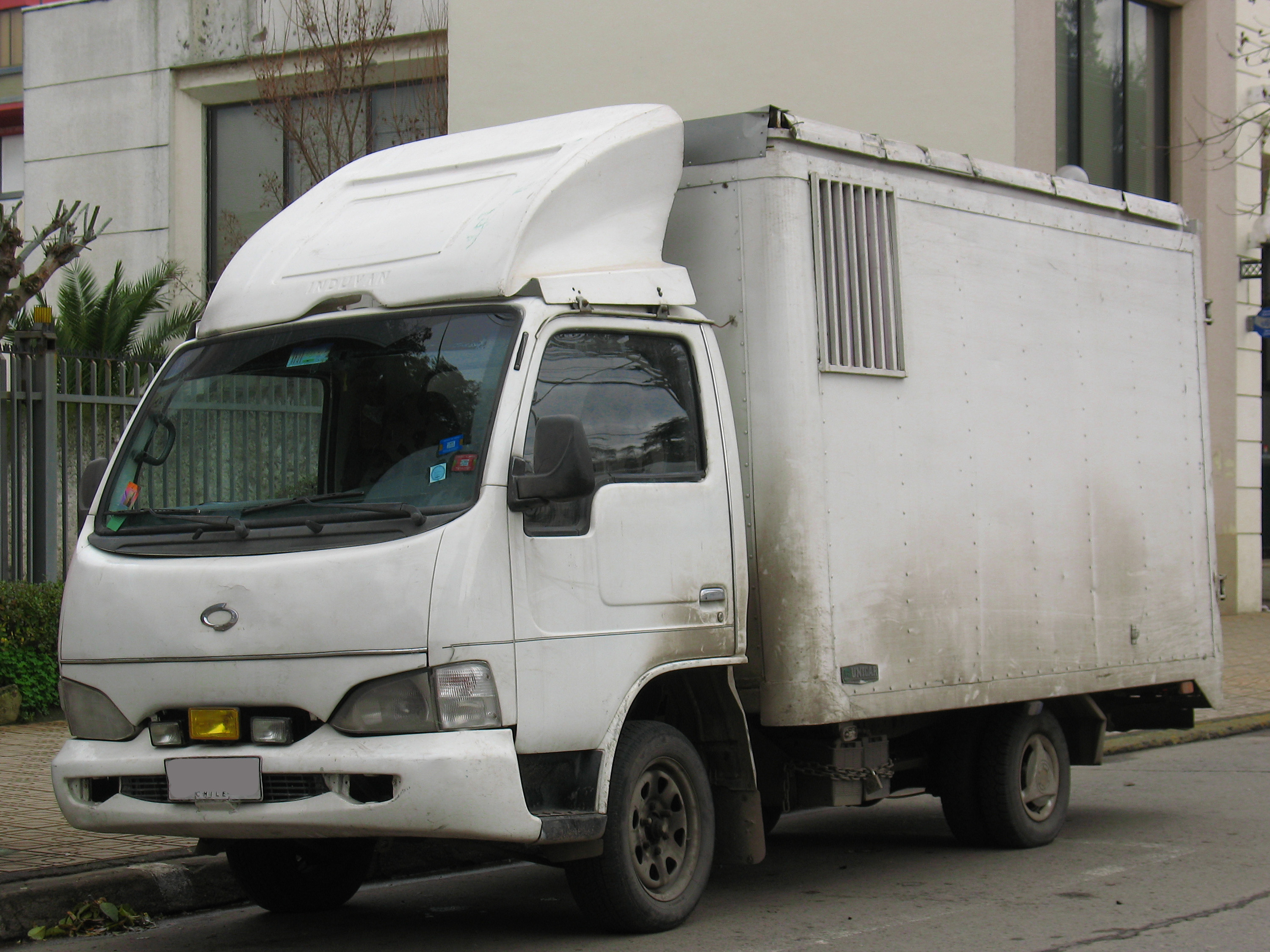
Samsung SV 110, модифицированный Nissan Atlas F23

- Samsung Commercial Vehicles[англ.]
- Shinjin Motors[англ.]
- Sibal